# Serrat Xiroi
El Serrat Xiroi és una muntanya de 742 metres que es troba al municipi d'Olius, a la comarca catalana del Solsonès.